# Epidiaspis ficifoliae
Epidiaspis ficifoliae är en insektsart som beskrevs av Hall 1941. Epidiaspis ficifoliae ingår i släktet Epidiaspis och familjen pansarsköldlöss.
Artens utbredningsområde är Zimbabwe. Inga underarter finns listade i Catalogue of Life.